# Orobas: Book of Angels Volume 4
Orobas: Book of Angels, Volume 4 è un album in studio del polistrumentista gypsy punk israeliano Koby Israelite, contenente 8 delle 316 composizioni del compositore jazz statunitense John Zorn provenienti dal libro delle composizioni Book of Angels. Fu pubblicato il 21 marzo 2006 dalla Tzadik Records.

## Tracce
Musiche di John Zorn.
1. Rampel (266° composizione) – 6:31
2. Zafiel (171° composizione) – 4:40
3. Ezgadi (194° composizione) – 5:16
4. Nisroc (181° composizione) – 4:56
5. Negef (160° composizione) – 5:54
6. Khabiel (17° composizione) – 6:28
7. Chayo (8° composizione) – 6:27
8. Rachmiel (114° composizione) – 8:08

Durata totale: 48:20

## Formazione
- John Zorn – produzione, arrangiatore, direzione
- Koby Israelite – batteria, percussioni, fisarmonica, tastiere, chitarra, bouzouki, banjo indiano, voce, flauto, basso elettrico, cajón
- Sid Gauld – tromba
- Yaron Stavi – basso, voce
- Stewart Curtis – flauto dolce, ottavino, clarinetto